# كارلوس ألبرتو (لاعب كرة قدم مواليد 1932)
كارلوس ألبرتو (بالبرتغالية: Carlos Alberto Martins Cavalheiro) هو لاعب كرة قدم برازيلي في مركز حراسة المرمى، ولد في 25 يناير 1932 في ريو دي جانيرو في البرازيل، وتوفي بنفس المكان في 29 يونيو 2012. لعب مع جمعية بورتوغيزا الرياضية ونادي فاسكو دا غاما.

## وصلات خارجية
- كارلوس ألبرتو (لاعب كرة قدم مواليد 1932) على موقع الاتحاد الدولي (مؤرشف)  (الإنجليزية)
- كارلوس ألبرتو (لاعب كرة قدم مواليد 1932) على موقع أوليمبيديا (الإنجليزية)